# Social fobi
Social fobi eller social ångest är en ångeststörning där individen upplever obehag eller rädsla i, inför eller efter sociala situationer på grund av oro, grubbel eller hotbevakning (samlat kallat det kognitiva uppmärksamhetssyndromet). Social fobi finns i två olika former, generell social fobi och specifik social fobi. I den generella typen upplever individen ångest i närvaro av andra människor, i den specifika typen uppkommer ångestreaktionerna vid vissa situationer, till exempel då personen ska hålla ett föredrag. Diagnosen kategoriseras som ett ångestsyndrom. En person med social fobi försöker ofta undvika sociala situationer på alla möjliga vis. Man ska inte förväxla social fobi med vanlig blyghet eller introversion; social fobi är ett verkligt handikapp som förhindrar den drabbade att leva ett normalt liv. 
Det kan vara mycket besvärligt att ha ett fungerade liv när man har social fobi; vardagliga saker som att jobba, gå i skolan, åka buss och handla är ofta väldigt jobbiga. Situationer där uppmärksamheten riktas mot personen kan vara speciellt jobbiga, som till exempel att redovisa eller hålla tal inför en grupp människor. Därför börjar dessa personer ofta att isolera sig mer och mer. Detta skapar en ond cirkel då den sociala fobin ofta blir värre och värre på grund av att de inte träffar några människor och rädslan för sociala situationer växer.
Social fobi är en av de vanligaste psykiska störningarna. En amerikansk undersökning från 1994 visade att 13,3% av befolkningen någon gång under sitt liv uppfyller kriterierna för social fobi (ett mått som kallas livstidsprevalens), och studier pekar på att problemet är växande.. Ofta vet omgivningen inte om att en person lider av social fobi, eftersom personen lärt sig dölja det. 
En allvarligare form av social fobi är fobisk personlighetsstörning, då problemet ligger djupare och upplevs som en del av personligheten. En annan skillnad är att social fobi ofta uppkommer i tonåren, medan fobisk personlighetsstörning börjar i barndomen.

## Symptom
Vid social fobi får den drabbade ångestsymptom vid situationer som upplevs som obehagliga. Besvären kan delas in i undergrupper:
- Kognitiva: känslomässiga, till exempel blyghet, rädsla, pinsamhet, nervositet och ilska, samt tankemässiga, till exempel "jag gör bort mig" och "tänk om det syns".[6]
- Beteendemässiga: undvika att störa eller tala i grupp, äta och dricka försiktigt för att inte göra bort sig.[6]
- Fysiologiska: rodnad, svettning, darrning, pulsökning, spändhet, illamående, andnöd.[6]

## Orsaker

### Psykologiska mekanismer
Metakognitiv teori förklarar att social ångest uppkommer delvis genom ett fokus (även kallat hotbevakning) på det som vi inte vill att andra ska se (exempelvis "Ser de att mina händer darrar nu?"). En annan aspekt är oron inför sociala situationer. Ofta sker det genom katastroftankar som syftar till att förbereda inför eventuella jobbiga situationer. Hotbevakning och oro sker, trots att det väcker jobbiga känslor, på grund av en uppfattning att det är hjälpsamt att oroa sig och att ha fokus på det du inte vill ska synas. Även copingstrategier som slår tillbaka erkänns som faktorer som kan förvärra problemen för den som har social ångest. Ett exempel på detta kan vara att ha på sig en tjocktröja för att inte visa svettfläckar, vilket leder till ökade svettningar. Metakognitiv terapi (MKT) hjälper patienten komma bort från oro och hotbevakning och på så sätt få bort ångesten. Allt detta kan beskrivas som det kognitiva uppmärksamhetssyndromet (KUS), vilket görs delvis på grund av en uppfattning av att det är användbart att oroa sig, grubbla, hålla koll på potentiella faror och använda sig av copingstrategier. En studie har visat att just förändring av metakognitiva antaganden och minskat självfokus är centralt i minskningen av problematiken (studien nämns igen nedan).
I syfte att jämföra förklaringsvärdet av olika terapiers (MKT och KBT) underliggande teori för social ångeststörning har en studie analyserat ett longitudinellt data-set. Vad de kom fram till var att båda modellerna matchade datan och att modellen för MCT matchade datan bättre. Ytterligare kom de fram till att en specifik metakognitiv modell, som betonar negativa metakognitiva antaganden om okontrollerbarheten, faran och sanningshalten av tankar ökade hur väl den metakognitiva modellen matchade och var signifikant bättre än KBT-modellen.Det har även visats finnas en koppling mellan social ångest och positiva metakognitiva antaganden om grubbel.

### Biologiska mekanismer
Med avbildningstekniker såsom funktionell magnetresonsanstomografi (fMRI) och positronemissionstomografi (PET) kan man studera hur hjärnan aktiveras vid social ångest. I olika avbildningsstudier har personer med social fobi visat förhöjd neural aktivitet i amygdala i mediala temporalloben inför och under stressande muntliga presentationer eller vid exponering för bilder på fientliga ansikten . Under motbjudande förhållanden har man hos personer med social fobi exempelvis funnit förhöjt blodflöde i amygdala . Även ökad aktivering av posterior cingulate cortex har observerats hos personer med social fobi. Dessutom har man i studier funnit att hjärnans regionala blodflöde i anterior cingulate cortex förändras hos patienter med social fobi. I en studie som jämförde personer med social fobi och personer utan social fobi har man även kommit fram till att blodflödet i bilaterala insula cortex samt i den högra temporala polen hos personer med social fobi i större utsträckning minskar då de talar framför andra än då de talar för sig själv, medan blodflödet däremot ökar hos personer utan social fobi. Under dessa omständigheter minskar hjärnans blodflöde även i orbitofrontala cortex (Brodmanns area 12) i större utsträckning hos personer med social fobi än hos jämförelsegruppen. 
Det finns ett betydande forskningsstöd för att amygdalakärnorna är inblandade då faror upptäcks och emotionella minnen formas. I en del studier har aktiviteten i amygdala varit högst hos de patienter som haft den svåraste kliniska problematiken. Dessa personer kan sägas ha ett överkänsligt alarmsystem i hjärnan, vilket leder till lättväckt ångest. Överaktiviteten i amygdala kan dock dämpas och därmed normaliseras med hjälp av SSRI-preparat och KBT-behandling . Amygdala är dock inte den enda viktiga strukturen som är betydelsefull vid social fobi, utan den ingår i ett större nätverk i hjärnan där kortikala och subkortikala områden samspelar vid uppkomsten och regleringen av ångest. Neurobiologisk forskning tyder på att frontala kortexområden såsom orbitofrontala cortex, dorsolaterala prefrontala cortex,  och främre cingulum kan hämma aktiviteten i amygdala och därmed dämpa ångestreaktionen. Intressanta men ännu obevisade hypoteser är att psykologiska behandlingar som KBT verkar genom att öka den frontala kortikala inhibitionen av amygdala medan läkemedel har en mer direkt effekt i subkortikala delar.
Det finns även strukturella avvikelser som kan ha betydelse för problembilden vid social fobi, och ett exempel på detta är förändrad fibertäthet i fasciculus uncinatus, som är den huvudsakliga vitsubstansbanan som sammanbinder den undre frontalloben med temporalloben . En studie fann dessutom att både amygdala och hippocampusregionerna var mindre (8–13 procent) hos patienter med social fobi än hos personer i kontrollgruppen .
Det finns mycket som tyder på att transmissionssystemen för serotonin och troligtvis även för dopamin har betydelse för social ångest . Serotoninpåverkande läkemedel är effektiva vid behandling av social fobi, och de ger tydlig effekt i hjärnområden som amygdala, där tätheten av serotonerga neuron är hög. En PET-studie visade att patienter med social fobi har onormalt låga nivåer av serotonin-1A-receptorer i amygdala och flera andra hjärnområden, vilket kan hänga samman med ångestbenägenhet .
Genetiska faktorer spelar en viktig roll vid uppkomsten av ångestproblem . »Imaging genetics« är ett snabbt växande forskningsområde, där funktionell hjärnavbildning och molekylärgenetiska analyser kombineras. Sådana studier har visat samband mellan amygdalareaktivitet, social ångest och variation i serotonintransportörgenens promotorregion . Farmakogenetiska studier tyder dessutom på att variation i serotonintransportörgenen kan påverka den ångestdämpande effekten av SSRI . Genen som kodar för hjärnans serotoninsyntes, det vill säga tryptofanhydroxylas-2 (TPH2)-genen, är också viktig. Det är även tänkbart att serotoninrelaterade genvarianter kan påverka effekten av psykologisk behandling.

## Behandling

### Psykoterapi
Det finns flera sätt att behandla social fobi. Det går att själv på egen hand träna bort den genom att utsätta sig för sociala situationer med förhoppningen om att öva bort osäkerheten som finns inför sociala situationer Det går även att få genom terapi, till exempel genom metakognitiv terapi, kognitiv beteendeterapi eller psykodynamisk terapi. Svenska Socialstyrelsen rekommenderar att hälso- och sjukvården skall erbjuda KBT till vuxna med social fobi, prioritet 3. Hälso- och sjukvården kan också erbjuda medicinering med antidepressiva läkemedel, prioritet 5.  Nedan följer en kort beskrivning över vardera terapiform. 

#### Metakognitiv terapi
En studie har visat att MKT har bättre effekt än applicerad avslappning på social ångest, vad gäller socialt undvikande, ruminering och låg självkänsla. Effekten av MKT har även visats i en annan studie.
Ytterligare en studie har undersökt förändringar av negativa kognitiva respektive negativa metakognitiva antaganden under evidensbaserad behandling för social ångest. Båda typerna av antaganden minskade under behandlingen. Dock var det bara förändringar av metakognitiva antaganden som var en konsekvent och oberoende prediktor för alla utfall. Kognitiva antaganden kunde inte signifikant predicera utfall när självmedvetenhet (hotmonitorering) kontrollerades för. Detta föreslår att förändring av metakognitiva antaganden är viktigare än förändring av kognitiva antaganden när målet är förminskning av problematiken vid social ångest.
Efter att ha fått fyra veckors Situational Attentional Refocusing-träning (SAR) och fyra veckors Attention Training Technique-träning (ATT) uppfyllde 46% av försöksdeltagarna inte längre kriterierna för social ångest. Resultatet blev bättre för de som fick SAR först. Däremot har en annan studie visat att ATT som tillägg till vanlig KBT-behandling för social ångest inte förbättrade utfallet, även om det bidrog till en symtomreduktion. Samma studie visade på en koppling mellan uppmärksamhetskontroll och oro, ruminering samt symtom av social ångest och depression.
Enbart detached mindfulness (inte samma sak som mindfulness) har visats minska ångest, negativa uppfattningar, tendensen att se sig själv ur ett utifrån-perspektiv och antecipatorisk oro. Jämförelsegruppen använde tankeutvärdering, något som används i KBT mot social ångest.

#### Kognitiv beteendeterapi
KBT för social ångest går ut på att minska på patientens säkerhetsbeteenden och skifta fokus bort från symtomen och på så sätt hjälpa patienten göra en nyinlärning kring den sociala situationen. Teorin bakom detta postulerar att en social situation väcker negativa automatiska tankar (NAT; t.ex. "ingen tycker om mig"; det har dock visats att en förändring av kognitioner inte kan predicera en symtomminskning, vilket renderar bearbetningen av NAT fruktlös) som i sin tur väcker en upplevelse av socialt hot, vilket leder till kroppsliga symtom, säkerhetsbeteenden (exempelvis att hålla papper framföransiktet så att ingen ska se rodnaden) och ökat självfokus. Självfokuset bidrar återigen till det upplevda sociala hotet. Säkerhetsbeteendena leder till en förändrad social situation och kroppssymtom (vilka också ändrar den sociala situationen). Detta skapar en negativ spiral. Målet i KBT är att bryta denna negativa spiral genom att bl.a. hjälpa patienten öva på sociala situationer utan säkerhetsbeteenden och se hur det blev. Samma studie som visade att kognitiva förändringar inte leder till en förbättring av den sociala ångesten visade även att självfokus och metakognitiva antaganden är centrala för social ångest..KBT har stor effekt på social fobi.

#### Forskningsläget
En metaanalys kommer fram till att metakognitiv terapi ger kliniskt signifikanta förbättringar vid depression och ångest, resultaten visade på signifikant bättre resultat jämfört med KBT. Detta skall tolkas med försiktighet då det totala antalet studerade patienter är dock lågt samt för att det föreligger låg förekomst av randomiserade kontrollerade studier, mer forskning behövs innan slutsatser om effekten av metakognitiv terapi för depression och ångest kan dras.

### Medicinering
Det går att få hjälp genom olika läkemedel, främst så kallade selektiva serotoninåterupptagshämmare (SSRI), men även SNRI och MAO-hämmare har denna indikation. Dessa kräver alla en längre tids medicinering för att få effekt. Ataraktika såsom vissa bensodiazepiner kan vara ett alternativ vid den specifika varianten av fobin, då den obehagliga situationen är tillfällig och känd på förhand. Innan begreppet "social fobi" hade myntats, användes barbiturater som pentymal för liknande åkommor.